# Leggi antianarchiche
Le Leggi antianarchiche furono tre leggi approvate dal Parlamento del Regno d'Italia nel luglio 1894 aventi lo scopo di reprimere la sovversione sociale. Esse furono la legge 19 luglio 1894, n. 314 Sui reati commessi con materie esplodenti, la legge 19 luglio 1894, n. 315 Sulla istigazione a delinquere e sull'apologia dei reati commessi per mezzo della stampa e la legge 19 luglio 1894, n. 316 Provvedimenti di pubblica sicurezza.

## Il contesto storico
L'inizio del 1894 aveva visto la dura repressione delle agitazioni dei Fasci siciliani attuata dal governo di Francesco Crispi, seguita dai Moti di Lunigiana. Il 16 giugno l'anarchico Paolo Lega aveva posto in atto a Roma un fallito attentato contro lo stesso Crispi, il 24 giugno un altro anarchico italiano, Sante Caserio, aveva ucciso a Lione il Presidente francese Sadi Carnot. L'insieme di questi eventi aveva destato viva preoccupazione nei governanti, sia quelli italiani che di altre nazioni.

## L'iter legislativo
Il 1 luglio il Governo presentò in Parlamento tre proposte di legge che vennero esplicitamente definite “antianarchiche” e che vennero discusse e approvate tra il 1 e il 19 luglio.
La legge 314 colpiva severamente tutti i reati compiuti con esplosivi, la detenzione e l'apologia. La legge passò con l'opposizione quasi solo dei radicali, in particolare di Giovanni Bovio e Felice Cavallotti che ritenevano sufficienti le leggi penali esistenti e temevano abusi da parte della polizia.
La legge 315 inaspriva le pene per i reati di istigazione a delinquere, apologia di reato e eccitamento all'odio di classe se commessi a mezzo stampa. Veniva introdotta una nuova pena per l'istigazione dei militari alla disobbedienza. Si opposero radicali e socialisti.
La legge 316 inaspriva le norme del domicilio coatto. La legge consentiva di assegnare al domicilio coatto da uno a cinque anni le persone sospette secondo la legge di pubblica sicurezza e quelle condannate per reati con materie esplodenti (art. 1). Coloro che avessero “manifestato il deliberato proposito di commettere vie di fatto contro gli ordinamenti sociali” (art.3) potevano essere inviate al domicilio coatto fino a tre anni. La legge vietava poi le adunanze e le associazioni che avessero come scopo il “sovvertimento per le vie di fatto degli ordinamenti sociali” (art. 5) e comminava il domicilio coatto fino a sei mesi ai contravventori. In questo caso l'opposizione in Parlamento fu più vivace perché si temeva che le norme repressive venissero applicate in modo indiscriminato anche ad altri gruppi politici, ma anche questo provvedimento venne approvato.
Le tre leggi (che avrebbero dovuto rimanere in vigore solo fino al 31 dicembre 1895, ma furono poi prorogate) vennero pubblicate il 19 luglio sulla Gazzetta Ufficiale ed entrarono immediatamente in vigore
.

## Le conseguenze
Le nuove norme eccezionali consentirono al Governo di attuare un giro di vite non solo nei confronti degli anarchici ma di tutta l'opposizione, il 22 ottobre 1894 venne sciolto lo stesso Partito Socialista Italiano ed altre 248 "organizzazioni sovversive", mentre venivano arrestati persino dei deputati. 